# Alone (Halsey)
Alone è un singolo della cantante statunitense Halsey, pubblicato il 14 marzo 2018 come terzo estratto dal secondo album in studio Hopeless Fountain Kingdom
Il brano vede la partecipazione della rapper statunitense Big Sean e della rapper britannica Stefflon Don.

## Promozione
Halsey ha eseguito Alone dal vivo per la prima volta al  Sounds Like Friday Night il 6 aprile 2018. Essendo anche la sua prima volta che esegue una canzone in una televisione britannica.

## Video musicale
Il video musicale è stato diretto da Halsey insieme a Hannah Lux Davis e pubblicato il 6 aprile 2018, il video inizia con Halsey che cammina su una strada che va a un ballo in maschera, inizia a ballare prima di notare il suo ex sul balcone appeso a un'altra donna mentre vengono mostrati vari flashback del video musicale di Now or Never. Comincia a confondersi e corre verso una fontana per vomitare e il personaggio di Big Sean è lì per consolarla e Don Stefflon viene mostrato mentre canta il suo verso e indossa un abito rosso. Il video termina con Halsey che celebra la sua felicità mentre i coriandoli cadono, con il suo ex che la fissa confuso da un biglietto che lei ha lasciato per lui.